# Lerouge (pharmacien)
Pour les articles homonymes, voir Lerouge.
Lerouge, mort à Alexandrie le 11 avril 1801, est un pharmacien français qui fait partie de la campagne d’Égypte.
Déjà atteint de la peste en quittant Le Caire, il meurt en arrivant à Alexandrie, ce qui entraîne pour ses compagnons de voyage une quarantaine imposée par le général Menou, qui ne dure pourtant que cinq jours,.